# Хяме

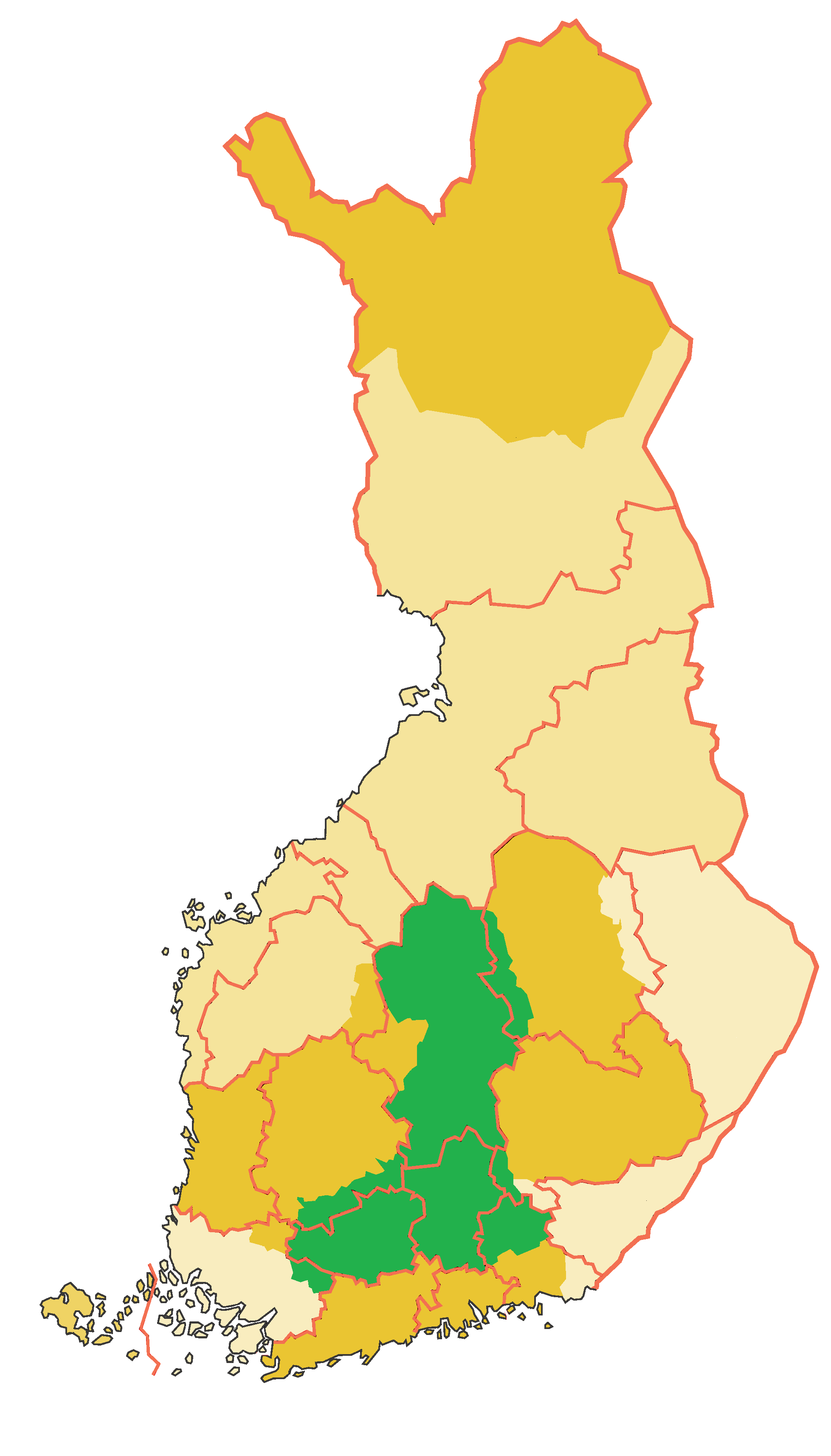
Историческая область Хяме отмечена зелёным, светло-розовым — границы современных провинций

Хя́ме (фин. Häme), или Тавастия (швед. Tavastland), — историческая область Финляндии. Население этой области на Руси обычно называли емью, а в Швеции — тавастами. Одной из самых ярких достопримечательностей региона является национальный парк Ауланко, танковый музей Парола и замок Тавастгус.

## История
Согласно Повести временных лет, в 1042 новгородский князь Владимир, сын Ярослава Мудрого совершил поход против ями. Если это действительно указывает на территорию нынешней Финляндии, а не на ямь с реки Емца, то речь идёт о самом первом письменном упоминании, касающемся истории Финляндии. 1304 год — первое упоминание о Замке Хяме, он же Тавастегус. Замок Тавастегус является одной из шести средневековых крепостей Финляндии. Крепость Хяме и окружающий её ландшафт представляют собой уникальный культурный и архитектурно-исторический ансамбль, включающий парковый пояс между крепостью и городом, а также территорию казарм.
Хяме заселялась ещё с каменного века. В железном веке и средневековье эти земли начали возделываться, а люди сосредотачивались возле орошаемых районов и водной зоны южных берегов. Современные раскопки позволяют утверждать, что этот регион был занят людьми и раньше. Однако достоверная история Тавастии начинается с 1200 года, когда ярл Биргер начал крестовый поход на Хяме. В результате этого область стала одной из провинций Швеции. Церковная же область принадлежала епархии Турку. В этот момент закладывается Замок Тавастегус, известный также как крепость Хяме. Однако первое письменное упоминание о провинции Хаме в официальных источниках восходит к 1319 году. Описывается постепенный переход администрации Замка округа, чьим центром являлся Хяме. Департамент по правовым вопросам провинциального судьи образовался в 1300 — ых годах. Судья представлял государственную власть, и он был переведен из одного прихода в другой. В начале 1400-х годов Финляндия была разделена на юрисдикционные округа. Решение было осуществлено с помощью независимого окружного судьи. При этом назначались шерифы, как представители власти и как представители местной администрации. В течение нескольких веков данный регион относился непосредственно к Швеции, благодаря влиянию местных конунгов. Сфера влияния Швеции в средние века была обширна. Дошло до того, что Густав Ваза, который взошёл на трон в 1521 году, самостоятельно провел реформирование церкви с полной редукцией земель. При этом он в 1542 году объявил собственностью короны Королевства Швеции страны, не находящиеся в явной частной собственности. Таким образом, шведская крона, получила возможность поддерживать постоянные поселения, а также области государства, взятые из регионов. Однако к середине 1500-х до более позднего периода, население в Северном Сатакунте, Южной Похьянме и основных областях Центральной Финляндии Хяме снизилось. Чтобы исправить это, началась колонизация при поддержке государственной поселенческой деятельности, в которой приняли участие Саво. Однако поселенцы Häme Саво были атакованы, и практически полностью уничтожены местными жителями ближних регионов. Поэтому Густав Ваза издает указ, что тавастианцы имеют преимущественное право поселиться в Центральной Финляндии. Если же это право будет неиспользованным, то передастся другим. К 1560 году, в Центральной Финляндии был введен указ, что этот регион во всей своей полноте принадлежит к Häme.В 1634 году была создана администрация шведского королевства, чтобы управляться губернаторами, во главе графств. Häme стал объединять провинции Уусимаа и Хяме. В 1776 году часть Центральной Финляндии была присоединена к новообразованной провинции Вааса. В составе Российской империи Финляндия оказалась в 1809 году. Она была передана Швецией и сразу подверглась разделению. Император Николай I в 1831 году издал указ, в результате которого Уусимаа и провинция Хяме были разделена Уусимаа губернии и Хяме.

## Природный заповедник Ауланко
Ауланко — старейший природный заповедник. Ян Сибелиус, написал своё бессмертное произведение «Финляндия» вдохновившись пейзажами территории. Заповедник является первым в Финляндии обустроенным лесопарком. Находится рядом с Хямеенлинна.

## Танковый музей Парола
Танковый музей Парола — это крупнейший в Финляндии музей бронетанковой техники, являющийся уникальным в ряду других танковых музеев мира. Экспозиция насчитывает 90 единиц бронетехники, а часть из боевых машин не встречаются нигде в мире. Музей открылся 18 июня 1961 года. Территория музея неоднократно подвергалась расширению в 1967, 1969, 1975, 1981 и 1984 годах, так же, как и число экспонатов.